# 1696
| [ Edytuj tabelę ]              | |
| Król Polski                    | - 1674 Jan III Sobieski 1696 - 1696 August II Mocny 1706 |
| Współksiążęta Andory           | - 1695 Julià Cano i Thebar 1714 - 1643 Ludwik XIV 1715 |
| Król Anglii i Szkocji          | - 1694 Wilhelm III Orański 1702 |
| Elektor Bawarii                | - 1679 Maksymilian II Emanuel 1726 |
| Elektor Brandenburgii          | - 1688 Fryderyk III 1701 |
| Sułtan Brunei                  | - 1690 Nassaruddin 1705 |
| Cesarz Chin                    | - 1661 Kangxi 1722 |
| Król Czech                     | - 1657 Leopold I Habsburg 1705 |
| Król Danii                     | - 1670 Chrystian V 1699 |
| Dalajlama                      | - 1683 Cangjang Gjaco 1706 |
| Cesarz Etiopii                 | - 1682 Ijasu Wielki 1706 |
| Król Francji                   | - 1643 Ludwik XIV 1715 |
| Król Hiszpanii                 | - 1665 Karol II 1700 |
| Landgraf Hesji-Kassel          | - 1670 Karol I Heski 1730 |
| Stadhouder Holandii            | - 1672 Wilhelm III Orański 1702 |
| Szach Iranu                    | - 1694 Sultan Husajn 1722 |
| Państwo Wielkich Mogołów       | - 1658 Aurangzeb 1707 |
| Król Irlandii                  | - 1689 Wilhelm III Orański 1702 |
| Cesarz Japonii                 | - 1687 Higashiyama 1709 |
| Kalif                          | - 1695 Mustafa II 1703 |
| Patriarcha Konstantynopola     | - 1694 Kallinik II 1702 |
| Władca Korei                   | - 1674 Sukjong 1720 |
| Książę Kurlandii i Semigalii   | - 1682 Fryderyk Kazimierz Kettler 1698 |
| Sułtan Maroka                  | - 1672 Maulaj Isma’il 1727 |
| Książę Monako                  | - 1662 Ludwik I 1702 |
| Król Nawarry                   | - 1643 Ludwik XIV 1710 |
| Król Norwegii                  | - 1670 Chrystian V 1699 |
| Sułtan Omanu                   | - 1692 Sajf I ibn Sultan 1711 |
| Elektor Palatynatu             | - 1690 Jan Wilhelm 1716 |
| Papież                         | - 1691 Innocenty XII 1700 |
| Książę Parmy i Piacenzy        | - 1694 Franciszek 1727 |
| Król Portugalii                | - 1683 Piotr II 1706 |
| Książę w Prusach               | - 1688 Fryderyk 1701 |
| Car Rosji                      | - 1682 Iwan V 1696 - 1682 Piotr I Wielki 1725 |
| Cesarz Rzymski (niemiecki)     | - 1658 Leopold I Habsburg 1705 |
| Kapitanowie Regenci San Marino | - 1695 Lodovico Manenti Belluzzi Marc'Antonio Ceccoli 1696 - 1696 Francesco Maccioni Gio. Antonio Fattori 1696 - 1696 Gio. Antonio Belluzzi Ottavio Leonardelli 1697 |
| Elektor Saksonii               | - 1694 Fryderyk August I (król Polski) 1733 |
| Król Szwecji                   | - 1660 Karol XI 1697 |
| Król Tajlandii                 | - 1688 Phet Racha 1703 |
| Sułtan Turków                  | - 1695 Mustafa II 1703 |
| Doża Wenecji                   | - 1694 Silvestro Valiero 1700 |
| Król Węgier                    | - 1655 Leopold I 1705 |
| Książęta Wirtembergii          | - 1677 Eberhard Ludwik 1733 |

Rok 1696 / MDCXCVI
stulecia: XVI wiek ~
XVII wiek ~
XVIII wiek

lata: 1686 «
1691 «
1692 «
1693 «
1694 «
1695 «
1696
» 1697
» 1698
» 1699
» 1700
» 1701
» 1706

## Wydarzenia w Polsce
- 17 czerwca – śmierć Jana III Sobieskiego. Początek najdłuższego bezkrólewia w Polsce.
- Sierpień – początek konfederacji Bogusława Baranowskiego, zawiązanej przeciwko hetmanowi Stanisławowi Jabłonowskiemu.
- 29 sierpnia-28 września – sejm konwokacyjny, który pomimo prób jego zerwania, zakończył się ustaleniem terminu i miejsca wyboru nowego władcy. W czasie tegoż sejmu zrzucono baldachim umieszczony nad krzesłem prymasa argumentują, że przysługuje on tylko królom[1].

## Wydarzenia na świecie
- 7 czerwca – wojna Turcji z Ligą Świętą: wojska rosyjskie rozpoczęły oblężenie Azowa.
- 17 czerwca – wojna Francji z Ligą Augsburską: w bitwie na Dogger Bank eskadra francuska Jeana Barta zniszczyła ochronę konwoju holenderskiego.
- 22 sierpnia – V wojna austriacko-turecka: bitwa morska pod Andros.

- Powstał pierwszy pływający dok w Anglii.
- Bitwa pod Ułan Bator: wyposażeni w broń palną Chińczycy rozbili armię chana Dżungarów Galdana.

## Urodzili się
- 5 marca – Giovanni Battista Tiepolo, włoski malarz, freskant (zm. 1770)
- 2 sierpnia – Mahmud I, sułtan turecki (zm. 1754)
- 27 września – Alfons Maria Liguori, włoski biskup katolicki, założyciel redemptorystów, Ojciec Kościoła, święty (zm. 1787)
- 17 października – August III Sas, król Polski w latach 1733–1763 (zm. 1763)
- 28 października – Maurycy Saski, marszałek Francji, książę Kurlandii i Semigalii (zm. 1750)
- 31 października – Maria Celeste Crostarosa włoska zakonnica, mistyczka, założycielka redemptorystek, błogosławiona katolicka (zm. 1755)
- 29 listopada - Anna Magdalena Rémuzat, francuska zakonnica, wizytka (zm. 1730)
- 29 grudnia – Jakob Buchholtz, spiskoniemiecki rzemieślnik z Kieżmarku, badacz Tatr i autor ich opisów (zm. 1758)

## Zmarli
- 8 lutego – Iwan V, car Rosji (ur. 1666)
- 17 kwietnia – Markiza de Sévigné, francuska arystokratka (ur. 1626)
- 17 czerwca – Jan III Sobieski, król Polski (ur. 1629)
- 9 lipca – Wacław Potocki, polski poeta (ur. 1621)

## Święta ruchome
- Tłusty czwartek: 1 marca
- Ostatki: 6 marca
- Popielec: 7 marca
- Niedziela Palmowa: 15 kwietnia
- Wielki Czwartek: 19 kwietnia
- Wielki Piątek: 20 kwietnia
- Wielka Sobota: 21 kwietnia
- Wielkanoc: 22 kwietnia
- Poniedziałek Wielkanocny: 23 kwietnia
- Wniebowstąpienie Pańskie: 31 maja
- Zesłanie Ducha Świętego: 10 czerwca
- Boże Ciało: 21 czerwca